# Amparo Baró i San Martín
Amparo Baró i San Martín, més coneguda pel nom artístic d'Amparo Baró, (Barcelona, 21 de setembre de 1937 - Madrid, 29 de gener de 2015) fou una actriu de teatre, cinema i televisió catalana, que va fer pràcticament tota la seva carrera professional a Madrid. Va començar fent teatre a Barcelona al costat d'Adolfo Marsillach i Soriano. Els darrers anys es va fer molt popular arran de la seva participació en la sèrie televisiva 7 vidas, interpretant el personatge de la Sole, i en el seu paper de Jacinta a la sèrie de misteri El internado.

## Biografia

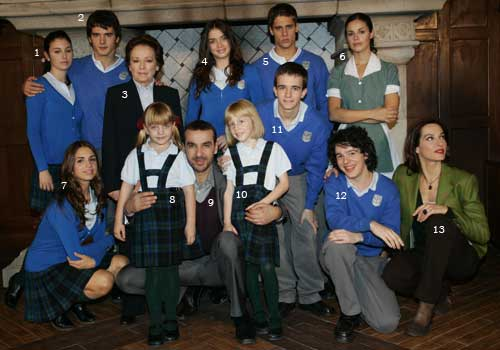
Amparo Baró (número 3), amb els actors de El internado (2007)

Va nàixer el 1937 a Barcelona al si d'una família valenciana amb orígens a Paterna (l'Horta). Després d'acabar els seus estudis secundaris va començar a estudiar Filosofia i Lletres a la universitat, carrera que de seguida va abandonar quan va començar a sentir la vocació pel teatre. Això va ocórrer arran de veure una representació teatral de l'obra Seis personajes en busca de autor. Va començar a actuar en una companyia d'aficionats i de seguida va ser contractada pel Teatre Windsor de Barcelona. No va trigar a sorgir-li una gran oportunitat, quan l'actriu principal, que era Amparo Soler Leal, va patir un atac d'apendicitis i va haver de substituir-la. La seva actuació a l'obra El invisible Harvey de Mary Chase, premi Pulitzer de 1945, al costat d'Adolfo Marsillach, va ser un èxit.
Seguidament va protagonitzar una obra de Jaime de Armiñán, Café del Liceo, a la qual seguiran altres com El pan de todos, d'Alfonso Sastre. Obté un gran èxit també a Madrid amb l'obra Calumnia, i va realitzar una gira per Sud-amèrica. Pel que fa al cinema, el seu primer treball té lloc l'any 1957, quan va participar en Rapsodia de sangre d'Antonio Isasi. No obstant això, la incursió en el cinema no va ser gaire extensa, acabant sent molt més prolífica en el mitjà televisiu. D'entre les pel·lícules en què va participar, que no són moltes, podem destacar El bosque animado de José Luis Cuerda o Las cosas del querer de Jaime Chávarri.
També és destacable la seva actuació a Siete mesas de billar francés, de Gràcia Querejeta, que va rodar el 2007 i que li va suposar el premi Goya a la millor actriu de repartiment. Durant diverses dècades va ser un dels rostres més assidus a la televisió, mitjà en el qual sí que ha estat molt prolífica i en el que es va iniciar en els repartiments de sèries com Estudio 1, Fábulas, Primera fila o Novela, espais que durant les dècades dels seixanta i setanta adaptaven a la televisió conegudes obres de teatre o literatura. Malgrat això i del gran nombre de programes i sèries en què ha participat, va ser la sèrie 7 vidas la que li va oferir més popularitat i premis que en tota la seva carrera, el que es va veure reforçat per la seva aparició, posteriorment, en la sèrie El internado. D'entre la resta de la seva filmografia, encara cal citar títols com El nido, En septiembre, Mi general, Soldadito español, Al otro lado del túnel, El palomo cojo o Boca a boca.

## Filmografia

### Cinema
| - Siete mesas de billar francés (2007), de Gracia Querejeta - Noviembre (2003), d'Achero Mañas - El palomo cojo (1995), de Jaime de Armiñán - Boca a boca (1995), de Manuel Gómez Pereira - Al otro lado del túnel (1994), de Jaime de Armiñan - Las cosas del querer: Segunda parte (1993), de Jaime Chávarri - Al otro lado del túnel (1992), de Jaime de Armiñán - Soldadito español (1989), d'Antonio Giménez Rico - Las cosas del querer (1988), de Jaime Chávarri - Mi general (1987), de Jaime de Armiñán - Cara de acelga (1987), de José Sacristán - El bosque animado (1987), de José Luis Cuerda - Stico (1985), de Jaime de Armiñán - El elegido (1985), de Fernando Huertas - En septiembre (1982), de Jaime de Armiñán - Apaga... y vámonos (1981), d'Antonio Hernández - 27 millones libres de impuestos (1980), de Pedro Masó | - El divorcio que viene (1981), de Pedro Masó - El nido (1979), de Jaime de Armiñán - Al servicio de la mujer española (1978), de Jaime de Armiñán - Carola de día, Carola de noche (1969), de Jaime de Armiñán - La banda del Pecas (1968), de Jesús Pascual - Tengo 17 años (1964), de José María Forqué - La chica del trébol (1963), de Sergio Grieco - Tierra de todos (1962), d'Antonio Isasi-Isasmendi - Margarita se llama mi amor (1962), de Ramón Fernández - Tres de la Cruz Roja (1962), de Fernando Palacios - Adiós, Mimí Pompón (1961), de Luis Marquina - Sendas cruzadas (1961), de Juan Xiol - Llama un tal Esteban (1960), de Pedro Luis Ramírez - Trío de damas (1960), de Pedro Lazaga - Rapsodia de sangre (1957), d'Antonio Isasi-Isasmendi - Carta a Sara (1957), de Leonardo Bercovici i Claudio Gora |

### Teatre
| - El burlador de Sevilla y convidado de piedra (1955), de Tirso de Molina. - Harvey (1956), de Mary Chace. - Cándida (1957), de George Bernard Shaw. - Mi adorado Juan (1957), de Miguel Mihura. - El pan de todos (1957), d'Alfonso Sastre. - Los ángeles no deben aterrizar (1957), d'Enrique Suárez de Deza. - No és mai tard... si s'arriba d'hora (1957). - Bobosse (1958), d'André Roussin. - Ondina (1958), de Jean Giraudoux. - George y Margaret (1958), de Gerald Savory. - Mi adorado Juan (1958), de Miguel Mihura. - ¡No! (1959), de Joaquín Calvo Sotelo. - César y Cleopatra (1959), de George Bernard Shaw. - El comprador de horas (1959), de Jacques Deval. - Las preciosas ridículas (1959), de Molière. - Petición de mano (1959), d'Anton Txékhov. - Asesinato en el Nilo (1960), d'Agatha Christie. - El rapto (1960), d'Edgar Neville. - Tengo un millón (1960), de Víctor Ruiz Iriarte. - La calumnia (1961), de Lillian Hellman. - Vamos a contar mentiras (1961), d'Alfonso Paso. - La feria de Cuernicabra (1962), d'Alfredo Mañas. - Una cigüeña bromista (1962-1963), d'André Roussin. - El niño de los Parker (1963),d'Anita Hart i Maurice Braddell. - Veraneando (1963), d'Alfonso Paso. - El cianuro ¿sólo o con leche? (1963), de Juan Jose Alonso Millán. - La pareja (1963/1964), de Jaime de Armiñán. - El increíble señor Penny Packer (1964), de Liam O'Brien. - Juegos de invierno (1964), de Jaime Salom. - Robo en el Vaticano (1964), de Diego Fabbri - Carmelo (1964), de Juan José Alonso Millán. - Frankie y la boda (1965), de Carson McCullers. - La tetera (1965), de Miguel Mihura. - Angela María (1965-1966), de Carlos Arniches i Joaquín Abati. - Crónica de un cobarde (1966), de Víctor Andrés Catena. - Cita los sábados (1967), de Jaime Salom. | - Pedro de Urdemales (1968), de Calderón de la Barca. - La casa de las chivas (1968), de Jaime Salom. - El enfermo imaginario (1969), de Molière. - Los delfines (1969), de Jaime Salom. - El décimo hombre (1970), de Paddy Chayefsky. - Salsa Picante (1971/1972), de Joyce Rayburn. - Los buenos días perdidos (1972), d'Antonio Gala. - Las personas mayores son unos niños (1972), de Diana Firth. - Los peces rojos (1973/1974), de Jean Anouilh. - Nueve brindis por un rey (1974), de Jaime Salom. - La dama boba (1974), de Lope de Vega. - Ellos los prefieren... un poquito locas (1975), de Harry Caine. - La venganza de Don Mendo (1977), de Pedro Muñoz Seca. - Isabelita la Miracielos (1978), de Ricardo López Aranda. - Vamos a contar mentiras (1979), d'Alfonso Paso. - Herminia (1979/1980), de Claude Magnier. - Los habitantes de la casa deshabitada (1981), d'Enrique Jardiel Poncela. - Borkman (1981/1982), d'Ibsen. - El sombrero de copa (1982/1983), de Vital Aza. - El barón (1983), de Leandro Fernández de Moratín. - Casa de muñecas (1983), d'Ibsen. - Tres sombreros de copa (1983), de Miguel Mihura. - Las mujeres sabias (1984), de Moliere. - Al derecho y al revés (1984/1985), de Michael Frayn. - Las bacantes (1985), d'Eurípides. - Un marido de ida y vuelta (1985), de Enrique Jardiel Poncela. - Materia reservada (1987), de Hugh Whitemore. - [El poder de la mandrágora (1989), de Peter Shaffer. - Hazme de la noche un cuento (1991), de Jorge Marquez. - Leticia (1991), de Peter Shaffer. - Siempre en otoño (1993), de Santiago Moncada. - Destino Broadway (1996/1997), de Neil Simon. - La opinión de Amy (1998), de David Hare. - Agosto (Condado de Osage) (2011/2012), de Tracy Letts. |

### Televisió
| - Galería de maridos (1959) - Mujeres solas (1961) - Chicas en la ciudad (1962) - Cuarto de estar (1963) - Día a día (1963) - Confidencias (1964-1965) - Novela (1964, 1969, 1975, 1978) - Primera fila (1964-1965) - Estudio 1 (1966, 1968, 1971-1973, 1977, 1980, 1983, 1984) - Tiempo y hora (1966-1967) - El tercer rombo (1966) - Telecomedia de humor (1967) - Autores invitados (1967) - Fábulas(1968) - Hora once (1968-1969) - Del dicho al hecho (1971) - Sospecha (1971) - Las doce caras de Eva (1971) - Silencio, estrenamos (1974) - El quinto jinete (1975) - Teatro estudio (1978) - Que usted lo mate bien (1979) | - Novel·la (1979) - Historias para no dormir (1982) - Cuentos imposibles (1984) - Recordar, peligro de muerte (1986) - Tarde de teatro (1986) - Recuerda cuándo (1987) - Lorca, muerte de un poeta (1987-1988) - Primera función (1989) - Quart segona (1991) - Hasta luego cocodrilo (1992) - Farmacia de guardia (1992) - Una gloria nacional (1993) - Juntas pero no revueltas (1995-1996) - En plena forma (1997) - Tío Willy (1998-1999) - Vida y sainete (1998) - 7 vidas (1999-2006) - Aída (2007) - El internado (2007-2010) - El rey de la comedia (2007) - Saturday Night Live (2009) - El club de la comedia (2002-2005, 2011) - Los Quién (2011) |

## Premis i nominacions
| Any  | Premi                                      | Categoria                                      | Títol                         | Resultat   |
| ---- | ------------------------------------------ | ---------------------------------------------- | ----------------------------- | ---------- |
| 2000 | Premis Atv                                 | Millor interpretació femenina                  | 7 vidas                       | Guanyadora |
| 2000 | Unió d'Actors (Espanya)                    | Millor interpretació protagonista de televisió | 7 vidas                       | Guanyadora |
| 2000 | Fotogramas de Plata                        | Millor actriu de televisió                     | 7 vidas                       | Guanyadora |
| 2001 | Premis Atv                                 | Millor interpretació femenina                  | 7 vidas                       | Guanyadora |
| 2002 | TP d'Or                                    | Millor actriu                                  | 7 vidas                       | Nominada   |
| 2003 | Premis Atv                                 | Millor interpretació femenina                  | 7 vidas                       | Guanyadora |
| 2003 | Unió d'Actors (Espanya)                    | Millor actriu protagonista de televisió        | 7 vidas                       | Guanyadora |
| 2003 | TP d'Or                                    | Millor actriu                                  | 7 vidas                       | Nominada   |
| 2004 | TP d'Or                                    | Millor actriu                                  | 7 vidas                       | Nominada   |
| 2004 | Unió d'Actors (Espanya)                    | Millor actriu protagonista de televisió        | 7 vidas                       | Guanyadora |
| 2004 | Premis Atv                                 | Millor interpretació femenina                  | 7 vidas                       | Guanyadora |
| 2005 | Premis Zapping                             | Millor actriu                                  | 7 vidas                       | Nominada   |
| 2005 | TP d'Or                                    | Millor actriu                                  | 7 vidas                       | Guanyadora |
| 2008 | Premis Cercle d'Escriptors Cinematogràfics | Millor actriu secundària                       | Siete mesas de billar francés | Nominada   |
| 2008 | Fotogramas de Plata                        | Millor actriu de televisió                     | El internado                  | Nominada   |
| 2008 | Premis Goya                                | Millor actriu secundària                       | Siete mesas de billar francés | Guanyadora |
| 2008 | TP d'Or                                    | Millor actriu                                  | El internado                  | Nominada   |
| 2009 | TP d'Or                                    | Millor actriu                                  | El internado                  | Guanyadora |
| 2009 | Fotogramas de Plata                        | Millor actriu de televisió                     | El internado                  | Nominada   |
| 2010 | TP d'Or                                    | Millor actriu                                  | El internado                  | Nominada   |
| 2011 | TP d'Or                                    | Millor actriu                                  | El internado                  | Nominada   |
| 2011 | Premis Valle Inclán de teatre              | Millor tasca teatral                           | Agosto (Condado de Osage)     | Nominada   |
| 2012 | Premis Max                                 | Millor actriu protagonista                     | Agosto (Condado de Osage)     | Guanyadora |
| 2013 | Unió d'Actors (Espanya)                    | Repartiment cinema - categoria femenina        | Maktub                        | Guanyadora |

Altres premis
- (1962): Antena d'Or
- (1967): Premi Miguel Mihura de la SGAE
- (1976, 1982, 1992 i 1994): Candidata a los Premis Mayte de Teatro
- (1983): Medalla d'Or del Espectador i la Crítica
- (1983): Premi Associació independent de Teatre d'Alacant
- (1999): Premi María Guerrero
- (2003): Premis APEI-PRTV, pel seu treball en la televisió
- (2004, 1996): Premi Ercilla per la seva trajectòria artística
- (2005): Palmera de l'Honor de la Mostra de València
- (2006): Homenatge de la Casa de l'Actor, per la seva trajectòria professional
- (2007): Premi Júbilo en reconeixement de la seva trajectòria
- (2007): Medalla d'Or al Mèrit en el Treball
- (2008): Homenatge del 13º Certamen de Creació Audiovisual de Cabra, per la seva llarga i destacada trajectòria teatral i cinematogràfica
- (2009)Premi Matahombres d'Or de Zamarramala (Segòvia),per la seva defensa de la igualtat de condició
- (2011): Premi Florián Rei de les Jornades de Cinema Vila de l'Almunia 2011, en reconeixement de la seva llarga trajectòria i, especialment, perquè va ser una de les persones que va treballar al cinema amb Fernando Palacios, nebot de Florián Rei.
- (2011): Premi Actua atorgat per la Fundació AISGE
- (2012): Premi Ceres del Festival de Mérida per Agost (Condado de Osage)
- (2012): Medalla d'Or al Mèrit en les Belles Arts
- (2013): XVII Premi Nacional de Teatro Pepe Isbert de l'Associació de Amigos de los Teatros de España